# بنگلادش
بَنگِلادِش با نام رسمی جمهوری خلق بنگلادش (به بنگالی: গণপ্রজাতন্ত্রী বাংলাদেশ) یک کشور در جنوب آسیا است که از شمال، شرق و غرب با هند، از جنوب شرقی با میانمار همسایه است و از جنوب به خلیج بنگال پیوند می‌خورد. پایتخت آن شهر داکا و با جمعیت آن ۱۶۵ میلیون نفر هشتمین کشور پرجمعیت جهان است. پول رایج بنگلادش تاکا بنگلادش نام دارد و زبان رسمی آن بنگالی است.
زبان بنگالی از ریشه زبان‌های هندوآریایی است و خط ویژه خود را دارد. از زبان انگلیسی نیز در آموزش عالی و دادگستری استفاده زیادی می‌شود و طبقه متوسط و بالا از آن به عنوان زبان دوم استفاده می‌کنند. ۹۸ درصد از مردم این کشور بنگال هستند.
این کشور که پیش از این پاکستان شرقی نام داشت، در پی جنگ استقلال بنگلادش، در تاریخ ۲۶ مارس ۱۹۷۱، به کمک هند، از پاکستان غربی (پاکستان امروزی) جدا شده و کشوری مستقل شد.
۹۱٫۰۴ درصد از مردم بنگلادش مسلمان و اکثریت آن‌ها سنی‌مذهب هستند. ۷٫۹۵ درصد از بنگلادشی‌ها نیز پیرو آیین هندو هستند.
بنگلادش هشتمین کشور پرجمعیت جهان و از پرتراکم‌ترین کشورها از نظر جمعیت است. بنگلادش بر روی زمین‌های حاصلخیز دلتای رود گَنگ واقع شده و در معرض آسیب سیل‌ها و چرخندهای سالانه قرار دارد.
بنگلادش از نظر جغرافیای سیاسی در محاصره کامل هند قرار دارد و به دلیل واقع بودن در شبه‌قاره هند شدیداً تحت تأثیر آن است. مهم‌ترین روابط را در نظام بین‌المللی با هند دارد و هر آن احتمال ادغام آن با هند به‌عنوان ایالت بنگال شرقی (۳۰ اُمین ایالت هندوستان) وجود دارد. بخش کوچکی از مرزهای زمینی این کشور نیز در اشتراک با میانمار است.
بنگلادش در موسیقی، معماری و مجسمه‌سازی و نقاشی پیشینه‌ای غنی دارد. ادبیات بنگالی از زبان و ادبیات فارسی تأثیر بسیاری گرفته است.
بنگلادش کشوری بسیار فقیر با درآمد ناخالص سرانه سالانه ۴۵۵۰ دلار می‌باشد که البته این رقم رو به افزایش است. این کشور نیز از کشورهای کمتر توسعه‌یافته به‌شمار می‌رود.
این کشور با هندوستان ۴٬۱۴۲ کیلومتر و با میانمار ۲۷۱ کیلومتر مرز مشترک دارد و همچنین دارای خط ساحلی به طول ۵۸۰ کیلومتر است.

## تاریخ
مرزهای قدیمی بنگلادش در جنوب آسیا ناشناخته است. در کتاب‌های جغرافیا به اجتماعی از مردم که بنگال نامیده می‌شدند اشاره شده است. مهاباراتا چندین درگیری را در این اجتماع ذکر می‌کند. مارکو پولو نیز در خاطرات خود به نام بنگلا اشاره می‌کند. تاریخ‌نگاران دیگری هم با نام‌های گوناگون به این منطقه جغرافیایی اشاره کرده‌اند ولی برای نخستین بار نام بنگال در دوران سلطنت اکبرشاه استفاده شد؛ هنگامی که استان شرقی موخالز به عنوان سوبا - بنگلا شناخته شد. در روزگار چیرگی بریتانیا بر هند بین سال‌های ۱۸۵۴–۱۸۷۴ م بنگال شامل این قسمت‌ها بود: ۱-بنگال خاص؛ ۲- ایالت بیهار در هند کنونی و مناطق اریسا و چوتانگپور در غرب؛ ۳- قسمتی از دره سورما در شمال شرقی.
در ۱۸۷۵م هنگامی که ایالت آسام به وجود آمد، بخش‌های کاچار و سیلهت در دره سورما از بنگال جدا شد و به ایالت جدید واگذار گردید. در ۱۹۰۵م ایالت بنگال شرقی و آسام از ترکیب پانزده بخش از بنگال، ایالت آسام و ایالتهای کوچ بیهار، تریپورا و منپور تشکیل شد و داکا، مقر دولت، ایالت جدید شد.
این کشور در زمان تسلط بریتانیا به شبه قارهٔ هند تا سال ۱۹۴۷ به عنوان پاکستان خاوری شناخته می‌شد، در ۲۶ مارس ۱۹۷۱ این کشور بعد از سال‌ها جنگ‌های داخلی با نام کشور مستقل «بنگلادش» از پاکستان اعلام استقلال کرد.
با تجزیه هند بریتانیا در ۱۹۴۷، این ناحیه به دلیل مسلمان بودن اکثریت جمعیت به ایالت شرقی پاکستان مستقل تبدیل شد. پاکستان شرقی به خاطر فاصله ۱۶۰۰ کیلومتری از ایالت غربی اردوزبان و از نظر سیاسی حکمفرما، خود را قربانی بی‌عدالتی اقتصادی و قومی یافت. در ۱۹۷۱ این انزجار باعث بروز جنگ داخلی شد و کمک هند به نیروهای نامنظم بنگالی منجر به ایجاد جمهوری خلق بنگلادش (بنگال آزاد) مستقلی تحت رهبری شیخ مجیب‌الرحمن شد.
ترور این شیخ در ۱۹۷۵ در نهایت منجر به قدرت رسیدن ژنرال ضیاء الرحمن شد و وی با انجام اصلاحاتی در قانون اساسی، کشوری اسلامی به وجود آورد. این ژنرال نیز خود در ۱۹۸۱ ترور شد و ژنرال ارشاد در ۱۹۸۲ به قدرت رسید. در ۱۹۸۶ حکومت نظامی ملغی گشت و با اصلاحاتی در قانون اساسی دولتی غیرنظامی زمام امور را به دست گرفت. به دنبال مدتی اغتشاش، ارشاد خلع و متهم به فساد شد. در مارس ۱۹۹۱، حزب ملی بنگلادش به رهبری بیوه ضیاء الرحمن، برنده انتخابات چندحزبی گردید. از آن زمان نظام حکومتی بنگلادش از محور رئیس‌جمهور به محور پارلمان تغییر یافته است.
ظل رحمان در ۱۱ فوریه سال ۲۰۰۹، که به عنوان دومین مقام ارشد حزب عوامی لیگ به‌شمار می‌رفت رئیس‌جمهور بنگلادش پس از ایجادالدین احمد شد.
پست ریاست‌جمهوری در بنگلادش از سال ۱۹۹۱ که این کشور به نظام پارلمانی روی آورد، عمدتاً تشریفاتی بوده است ولی رئیس‌جمهور در دوره انتقال قدرت، اختیارات زیادی دارد.

## جغرافیا

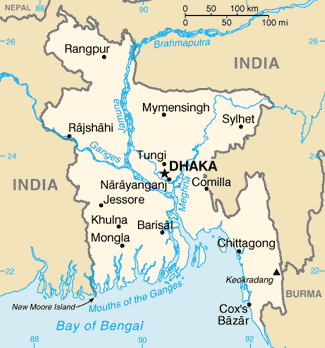

کشور بنگلادش در جنوب قاره آسیا و در شبه قاره هند قرار گرفته است. این کشور از شمال و شرق و غرب به هندوستان و قسمتی از جنوب شرقی به کشور برمه محدود بوده و در قسمت جنوبی آن خلیج بنگال قرار دارد.
پایتخت این کشور شهر داکا با ۱۲ میلیون نفر جمعیت است.
مساحت بنگلادش ۱۴۷٬۵۷۰ کیلومتر مربع و جمعیت آن ۱۶۴ میلیون نفر است که به نسبت وسعت تراکم جمعیت بسیار زیاد است.
از شهرهای مهم بنگلادش می‌توان به چیتاگونگ ۳٬۹۲۰٬۰۰۰ نفر، خولنا ۱٬۳۴۹٬۰۰۰ نفر و راجشاهی ۷۰۰٬۰۰۰ نفر اشاره کرد.
بنگلادش به دو منطقه طبیعی تقسیم می‌شود: جلگه آبرفتی وسیعی که ۹۰٪ کشور را تشکیل می‌دهد و دوسوم بخش شرقی جلگه دلتایی براهماپوترا ـ گنگ، بزرگ‌ترین دلتای جهان، است و از خلیج بنگال به طرف شمال امتداد می‌یابد؛ و منطقه دوم منطقه تپه‌های چتاگانگ که در گوشه جنوب شرقی کشور قرار دارد و حدود یک ششم سرزمین را در برمی‌گیرد.
این کشور از نظر طبیعی در جلگهٔ هموار بنگال قرار دارد. نزدیکی این کشور به خط استوا موجب وجود باران‌های موسمی شده است و نیز دارای رودخانه‌های بسیاری می‌باشد که نقش مهمی را در اقتصاد این کشور بر عهده دارند. از نظر آب و هوایی، بنگلادش دارای آب و هوای گرم و مرطوب است و به سبب واقع شدن در کنار خلیج بنگال و اقیانوس هند تابستان‌ها این کشور به شدت در مقابل سیل‌های ناشی از جریان‌های موسمی اقیانوس هند آسیب‌پذیر است و سالانه صدها نفر قربانی این باران‌های موسمی می‌شوند.
رودهای گنگ، براهماپوترا (جمونا)، میگهنا و پدما مهم‌ترین رودهای بنگلادش‌اند و این کشور را آبیاری می‌کنند. رودهای گنگ و براهماپوترا که از کوه‌های هیمالیا سرچشمه گرفته و به خلیج بنگال می‌ریزند. رود گنگ و رودهایی که به آن می‌ریزد، ناحیه وسیعی از جنوب غربی بنگلادش را در برمی‌گیرد. سرچشمه هیچ‌یک از رودهای بنگلادش در داخل این سرزمین قرار ندارد، ازینرو بنگلادش بر جریان رودهایی که سرزمین آن را آبیاری می‌کند نظارت کامل ندارد؛ برای نمونه، ساخت سدی بر بالای رود گنگ در ایالت بنگال غربی هند، موجب تغییر مسیر مقادیر قابل ملاحظه‌ای آب به نفع این ایالت شده است.
رودخانه‌های پرشمار، مهم‌ترین چشم‌انداز طبیعی بنگلادش است و به‌طور چشمگیری بر سبک زندگی مردم آنجا تأثیر گذاشته است. این رودها زمین‌های گسترده‌ای را آبیاری کرده و نوعی سامانه ترابری مناسب و ارزان به وجود آورده‌اند. ته‌نشینی رسوبات آبرُفتی این رودها باعث غنای خاک کشاورزی می‌شود و ذخایر بزرگ ماهی آنها، منبع غذایی مهمی برای ساکنان این کشور است. با اینهمه، به سبب تغییرات پیوسته و بعضاً سریع در مسیر این رودها و طغیان آنها، خسارت زیادی متوجه بنگلادش می‌شود.
به هر صورت، سرزمین بنگلادش بسیار حاصلخیز بوده و امکان زندگی را برای جمعیت بزرگی فراهم نموده است. قسمت‌های جنوب شرقی این کشور، از جنگل‌های خیزران پوشیده شده است.
کشاورزی بنگلادش متکی به باران‌های موسمی است. ۸۲ درصد جمعیت بنگلادش به کشاورزی مشغول هستند و برنج و کنف از محصولات آنان است. به تازگی، در اعماق خلیج بنگال منابع گاز طبیعی، کشف شده است. این کشور فاقد منابع معدنی و ذخایر زیرزمینی قابل توجه است.

## تقسیمات کشوری

استان‌های بنگلادش

کشور بنگلادش مشتمل بر ۷ استان است:
1. باریسال (Barisal)
2. چیتاگونگ (Chittagong)
3. داکا (Dhaka)
4. خولنا (Khulna)
5. راجشاهی (Rajshahi)
6. رنگ پور (Rangpur)
7. سیلهت (Sylhet)

## سیاست

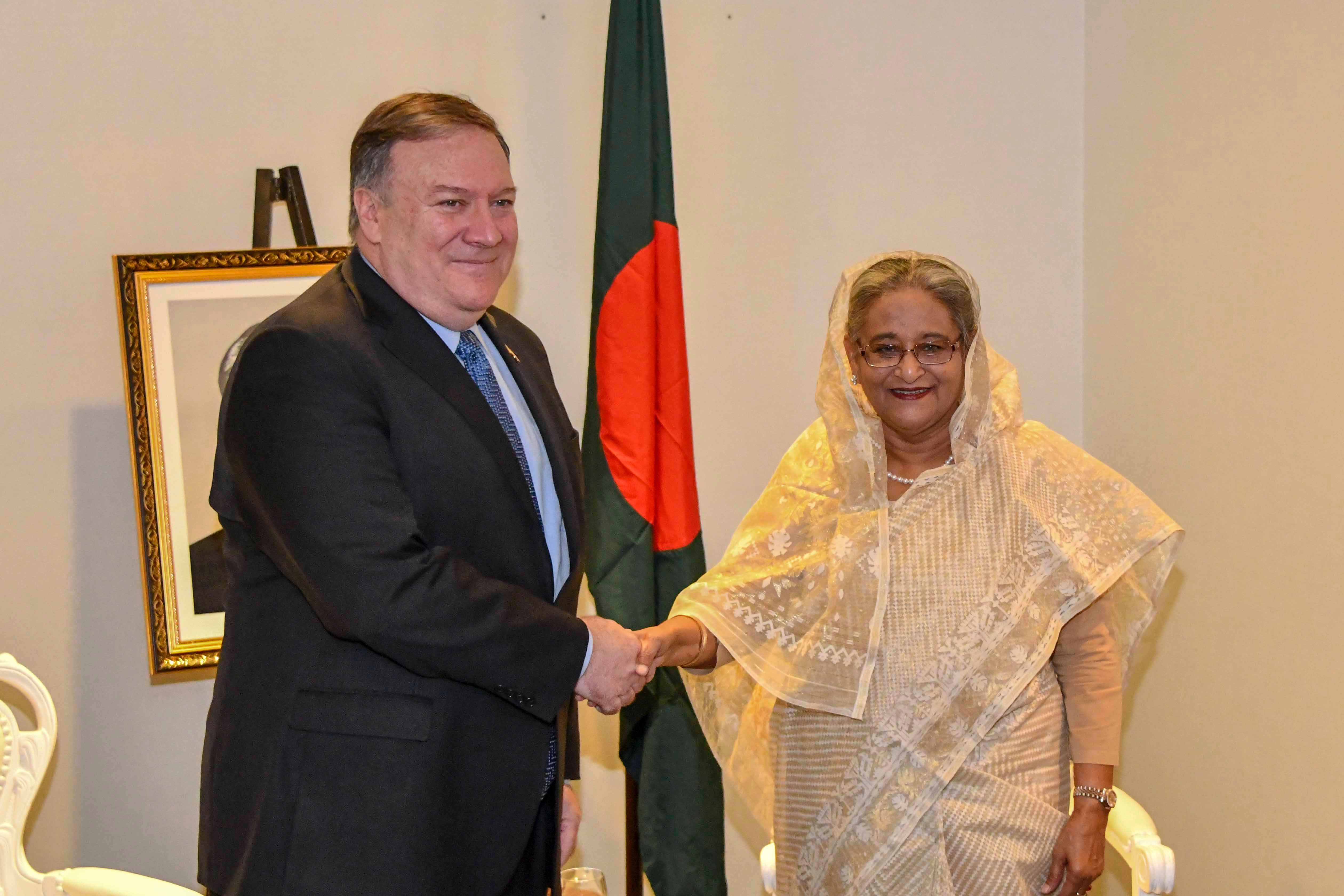
شیخ حسینه و مایک پمپئو

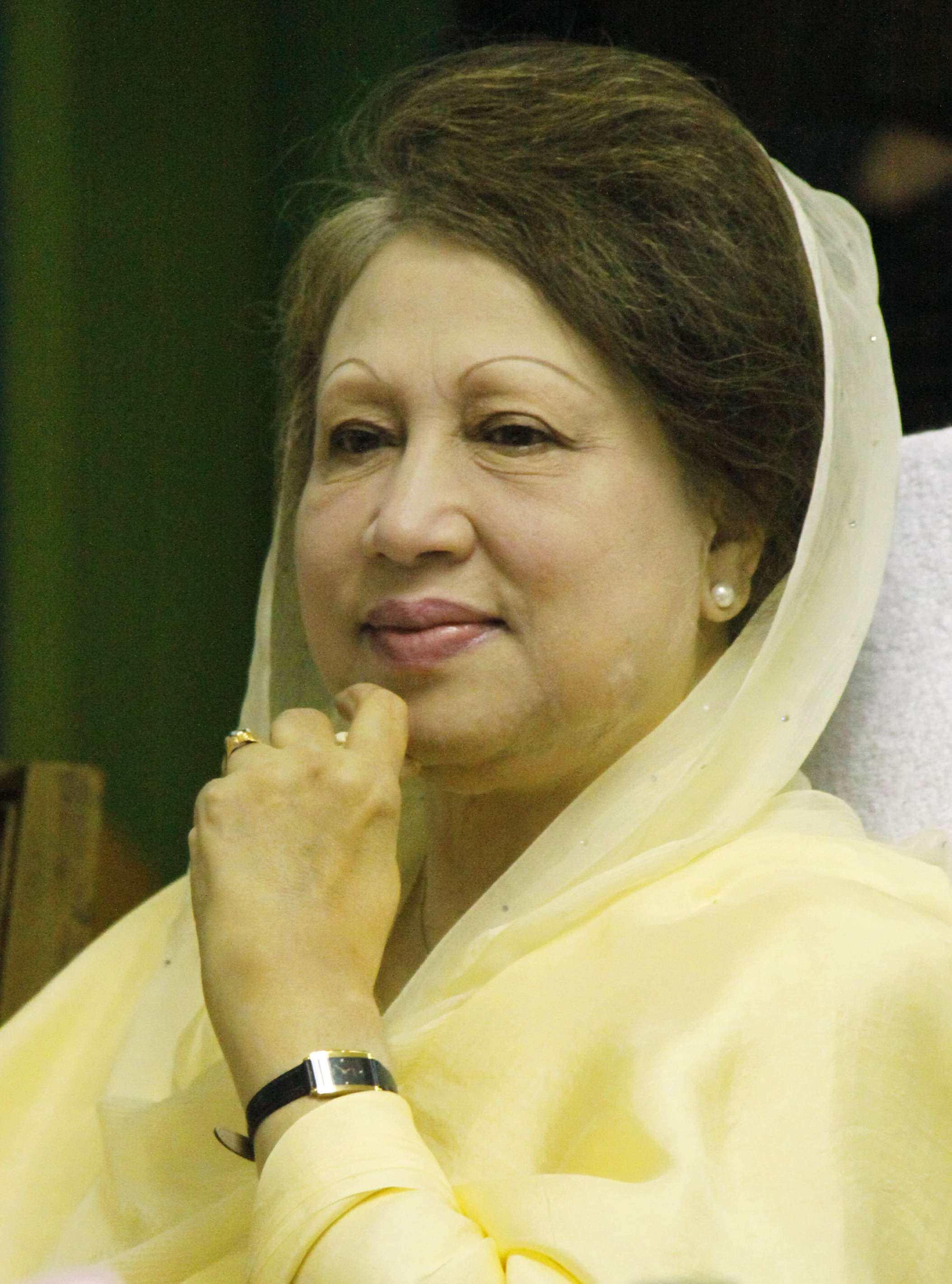
خالده ضیاء

حزب ملی‌گرای بنگلادش در ائتلاف با هفت حزب سیاسی دیگر سرانجام دولت نظامی بنگلادش به رهبری ژنرال ارشاد را وادار کرد تا به برگزاری انتخابات آزاد در سال ۱۹۸۳ تن در دهد.
با وجود تصمیم ژنرال ارشاد به تشکیل مجدد پارلمان، خالده ضیا در اعتراض به ادامه محدودیت‌های سیاسی در بنگلادش، انتخابات پارلمانی را تا سال ۱۹۹۱ تحریم کرد.
با فراهم شدن زمینه برگزاری انتخابات آزاد، ائتلاف به رهبری حزب ملی‌گرای بنگلادش در انتخابات فوریه سال ۱۹۹۱ توانست اکثریت کرسی‌های پارلمان را به دست آورد و رهبر این حزب عبدالرحمان بیسواس در همین سال رئیس‌جمهور بنگلادش شد و خالده ضیا به عنوان نخستین نخست‌وزیر زن در بنگلادش رای اعتماد پارلمان را کسب کرد.
این حزب توانست در دور بعدی انتخابات در سال ۱۹۹۶ به پیروزی چشمگیری دست یابد و خانم ضیا مجدداً به سمت نخست‌وزیری منصوب شد.
در انتخابات سال ۲۰۰۱ نیز حزب ملی‌گرای بنگلادش با ائتلاف با احزاب اسلامگرا در انتخابات شرکت کرد و برای سومین بار به پیروزی دست یافت.
خالده ضیا همسر ژنرال ضیاء الرحمن، رئیس‌جمهوری پیشین بنگلادش است که از سال ۱۹۷۷ تا زمان ترور او در سال ۱۹۸۱ زمام امور این کشور را در دست داشت. در پی ترور ژنرال ضیاء الرحمان، خالده ضیا وارد صحنه سیاست شد و رهبری حزب ملی‌گرای بنگلادش را در دست گرفت. شیخ حَسینه، که دختر مجیب‌الرحمن، پایه‌گذار کشور بنگلادش است، از سال ۱۹۹۶ تا ۲۰۰۱ مقام نخست‌وزیری این کشور را در دست داشت و به عنوان رهبر حزب عوامی لیگ، از رهبران سیاسی مهم بنگلادش به‌شمار می‌آمد. در انتخابات سال ۲۰۰۲ میلادی تاج‌الدین احمد با اکثریّت آرا حائز پست ریاست جمهوری شد.
از ماه اکتبر سال ۲۰۰۶ و پایان دوره زمامداری خالده ضیا یک دولت انتقالی زمام امور بنگلادش را در دست گرفت.
براساس قوانین بنگلادش، در صورتی که در پایان یک دوره پارلمانی انتخابات جدیدی برگزار نشده باشد، دولت انتقالی می‌تواند به مدت سه ماه زمام امور را به منظور فراهم کردن زمینه برگزاری انتخابات در دست بگیرد.
با این همه، دولت انتقالی انتخابات پارلمانی را که برای ماه ژانویه سال ۲۰۰۷ برنامه‌ریزی شده بود به دلیل درگیری‌های خونین بین طرفداران حزب ملی‌گرا و حزب عوامی لیگ به تعویق انداخت و با اعلام وضعیت اضطراری در بنگلادش، گفت به اقداماتی برای پاکسازی صحنه سیاست این کشور از فساد دست خواهد زد. حدود دو دهه خصومت سیاسی بین شیخ حسینه و خالده ضیا از عوامل ناآرامی و بی‌ثباتی در این کشور بوده است.
ده‌ها تن از سیاستمداران بنگلادشی، از جمله طارق رحمن، فرزند خانم خالده ضیا، به اتهام فساد مالی بازداشت شدند.
در سال ۲۰۰۹ به دنبال به قدرت رسیدن شیخ حسینه، نیروهای شبه نظامی بنگلادش دست به شورش زدند. شورشی که از داکا آغاز شد و تدریجاً به دیگر شهرهای بنگلادش گسترش یافت ولی بعداً به‌طور کامل سرکوب شد. اصلاحاتی که دولت شیخ حسینه به منظور سکولارتر کردن قانون اساسی بنگلادش صورت داد، باعث خشم تندروها در این کشور شد.

## مردم

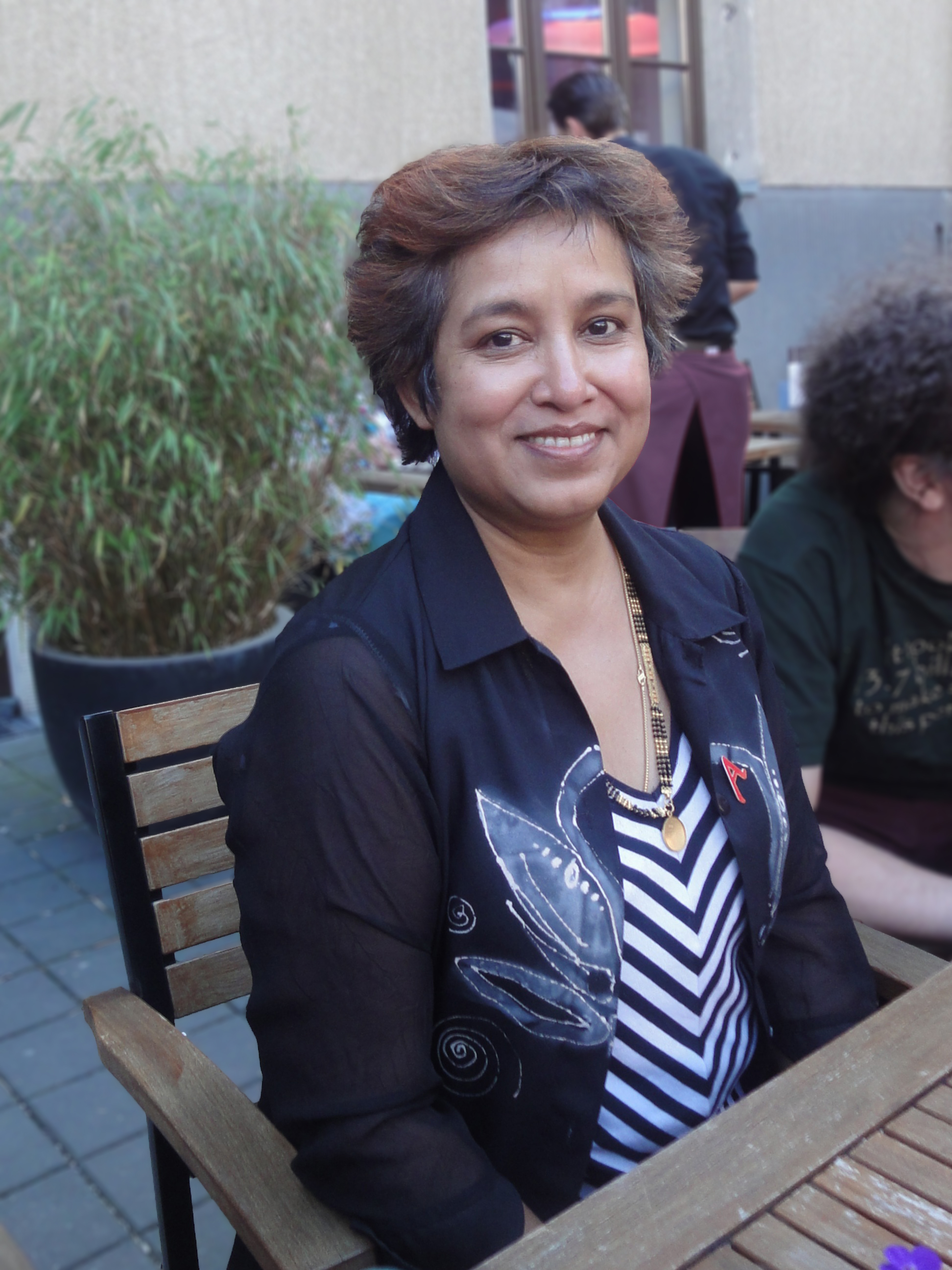
تسلیمه نسرین پزشک و نویسنده بنگلادشی، مه ۲۰۱۲

۹۸٪ نژاد این کشور را بنگالی‌ها تشکیل می‌دهند. دین ۸۹٫۷ درصد مردم بنگلادش مسلمان است که اکثریت آن‌ها را اهل تسنن تشکیل می‌دهند. ۹٫۲ درصد از بنگلادشی‌ها نیز پیرو آیین هندو است. زبان رسمی بنگلادش، بنگالی است، زبان انگلیسی هم اگرچه رسمی نیست ولی به عنوان زبان دوم شناخته می‌شود،
طبق آخرین گزارش‌ها از بانک توسعه آسیایی، ۹۵ درصد از زنان در بنگلادش زیر خط فقر زندگی می‌کنند و با شرایط دشواری روبرو هستند.
براساس برآورد انجام شده، بیش از ۷۷ میلیون نفر از مردم بنگلادش یعنی حدود نیمی از جمعیت این کشور، از دهه ۷۰ میلادی و در پی حفر چاه‌هایی که امکان استفاده از منابع آب زیرزمینی را می‌دهد، در معرض سم آرسنیک قرار گرفته‌اند.

## دین‌ها

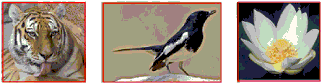
نمادهای ملی بنگلادش

دین اصلی و عمده مردم در بنگلادش اسلام اهل سنت است اما تعداد شیعیان در این کشور حدود ۱٫۵ میلیون نفر هستند
بنگلادش برخلاف برخی کشورها که دین اسلام از طریق درگیری و جنگ وارد شد؛ از طریق تجار و طریقت و پذیرش خود مردم صورت گرفت
از آنجا که اسلام از نظر تاریخی توسط صوفیان به بنگلادش آورده‌شد پیروان طریقت‌های صوفی همچون دیوبندی، اهل حدیث (که از فرقه حنفی هستند) نیز در این کشور حضور درخور توجهی دارند

## اقتصاد

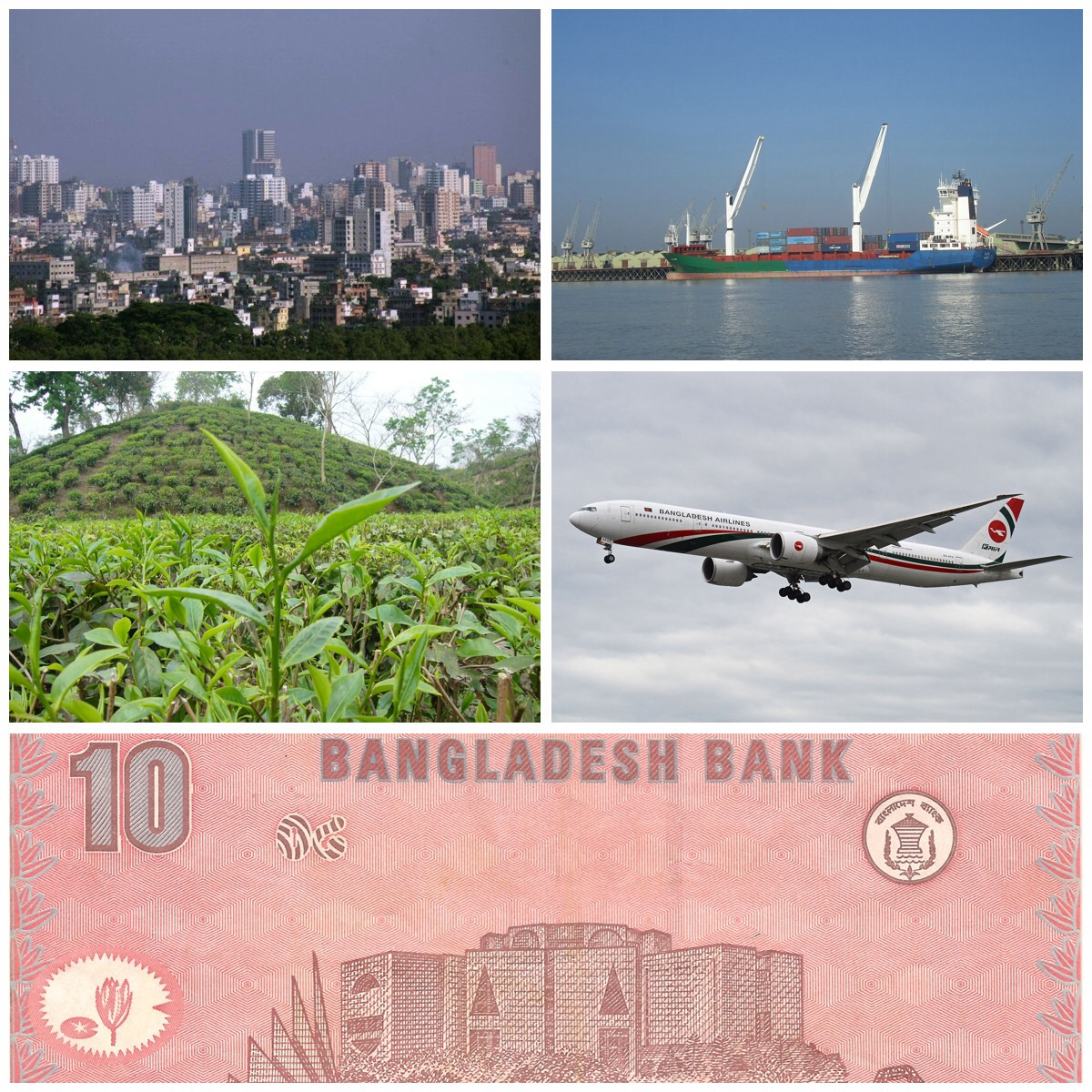
مونتاژ تصویرهای مرتبط با اقتصاد بنگلادش

بنگلادش دومین صادرکننده پوشاک جهان است. کارمزد پایین کارگران، این کشور را به یکی از قطب‌های مورد توجه مارک‌های شناخته‌شده جهانی تبدیل کرده است.
یکای پول بنگلادش تاکا بنگلادش با یکای جزء پَیسه است. این کشور از اعضای کشورهای همسود (مشترک‌المنافع) است،
بنگلادش با جمعیتی سریعاً در حال رشد یکی از فقیرترین کشورهاست و به کمک خارجی شدیداً وابسته است. کشاورزی و دامداری بیش از ۷۰٪ جمعیت را به خود اختصاص می‌دهد. برنج در بیش از سه چهارم زمین قابل کشت تولید می‌شود. با وجود حاصلخیزی زمین، محصول اغلب با سیل و طوفان از بین می‌رود. در ۱۹۹۲ طرحی بزرگ با عنوان طرح مهار سیل آغاز شد، که طبق آن مسیر رودخانه‌ها تغییر کرده و دیواره آن‌ها مرتفع خواهد شد. کشت تجاری عمده کشور چای و کنف است که بنگلادش ۹۰٪ تولید جهانی کنف را در دست دارد. صنایع معدنی کم است ولی ذخایر گاز طبیعی وجود دارد.

### رشد اقتصادی
هم‌اکنون بنگلادش دارای رشد اقتصادی بسیار بالایی است که باعث ارزش بیشتر واحد پول کشور و توسعه زیرساخت‌های اقتصادی در بخش‌هایی نظیر کشاورزی و کارخانه‌های تولیدی شده است.

## دامپروری
بر اساس گزارش فائو در سال ۲۰۱۹ تعداد دام زنده موجود در بنگلادش به این شرح بوده است:
گوسفند(۲٬۳۳۲٬۰۰۰) - بز(۶۱ میلیون) - گاو(۲۴٫۱ میلیون) - گاومیش(۱٬۴۹۰٬۰۰۰)

## ورزش
ورزش در بنگلادش توسعهٔ زیادی نیافته است. اما وجود استعدادهای خوب و کافی مشخص است. علاقه مردم بنگلادش به کریکت زیاد است و امروز تیم ملی کریکت بنگلادش یکی از تیمهای خوب در جهان است.
در دهه هشتاد میلادی فوتبال ضعیف بنگلادش توسط ناصر حجازی بازیکن و مربی ایرانی به شکلی عجیب پیشرفت کرد. حجازی توانست تیم محمدان بنگلادش را که تیم گمنامی در آسیا بود به سطح اول این قاره برساند.
شکست پرسپولیس تهران و حذف از رقابتهای آسیا توسط همین تیم صورت گرفت. حجازی بعد از مدتی همزمان مربی گری محمدان و تیم ملی فوتبال بنگلادش را بر عهده داشت.

## دیدنی‌ها

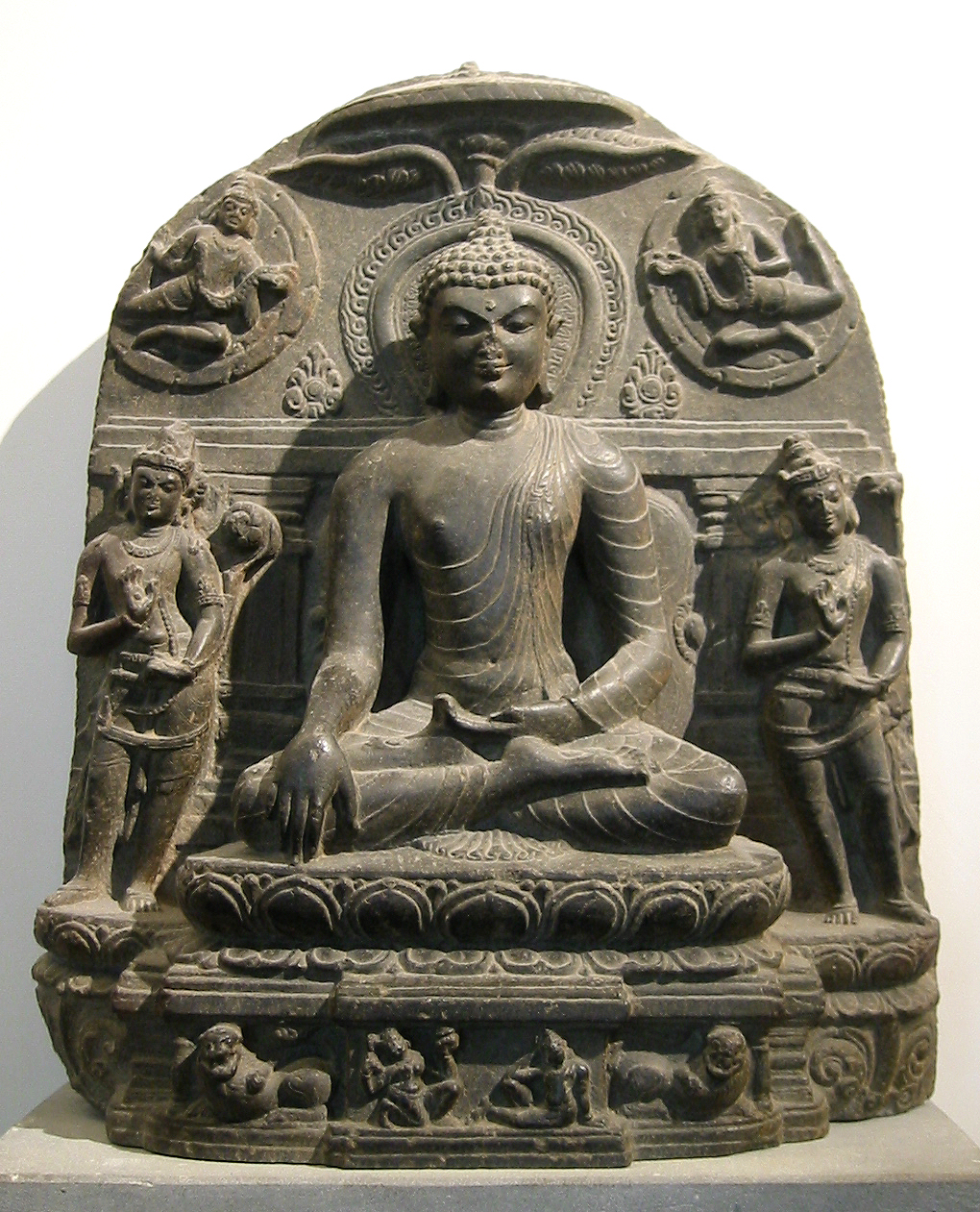
تندیس بودایی. سده ۱۱ میلادی.

دلتای بنگلادش آبشارها و کشتزارهای چای و طبیعتی سرسبز دارد. سواحل کاکس در ۱۵۰ کیلومتری بندر چیتاگونگ و بازار آن و باغ وحش داکا از مناطق دیدنی آن کشور به‌شمار می‌رود.
معماری سنتیِ بنگلادش در آثار باقی‌مانده از دوره گورکانیان، نمود می‌یابد. آثار و سازه‌های تاریخی مانند مسجد کوسومبا (۹۶۵) در راجشاهی؛ مسجد شاه محمد (۱۰۹۱) در اگرا سندور؛ مسجد داکا و دژِ لال باغ (۱۱۹۱–۱۱۹۲)؛ مسجد هفتاد و هفت گنبد در باگرهات و آرامگاه بی‌بی‌پری در داکا از دیدنی‌های معماری دوران اسلامی در بنگلادش است.

## ترابری

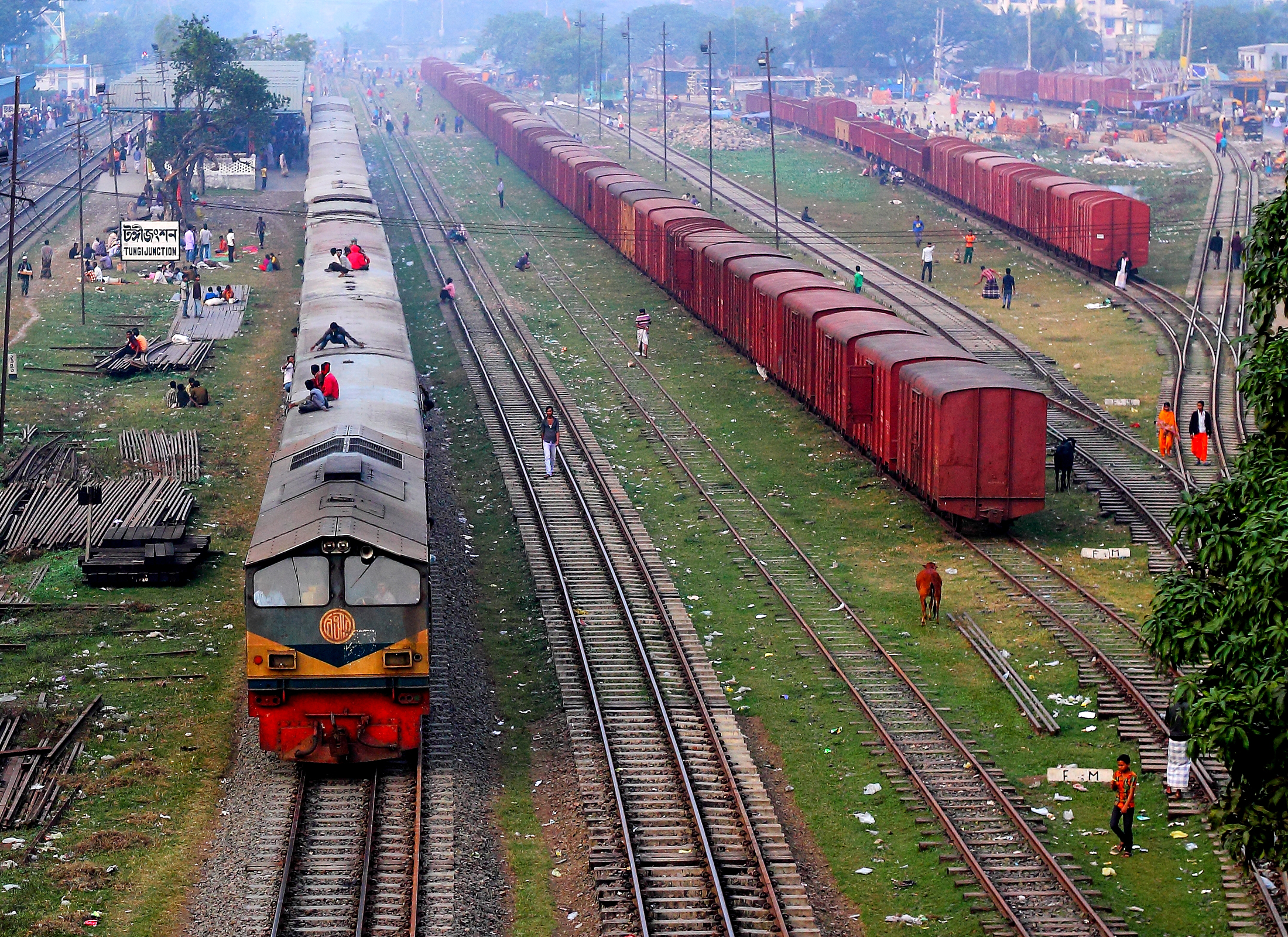
قطارهای منطقه تونگی در ناحیه قاضی‌پور، دسامبر ۲۰۱۲

در شهر داکا، ریکشا (سه چرخه‌هایی که توسط انسان یا موتور حرکت می‌کنند) از معروفترین وسایل نقلیه به حساب می‌آمد، اما در سال ۲۰۰۲ دولت استفاده از این وسیله نقلیه را در بسیاری از شهرها ممنوع کرد. از آن زمان به بعد تنها وسیله حمل و نقل اتوبوس‌های خصوصی و عمومی برای رفت‌وآمد جمعیت هفت میلیونی این شهر است.